# Kurya (kan)

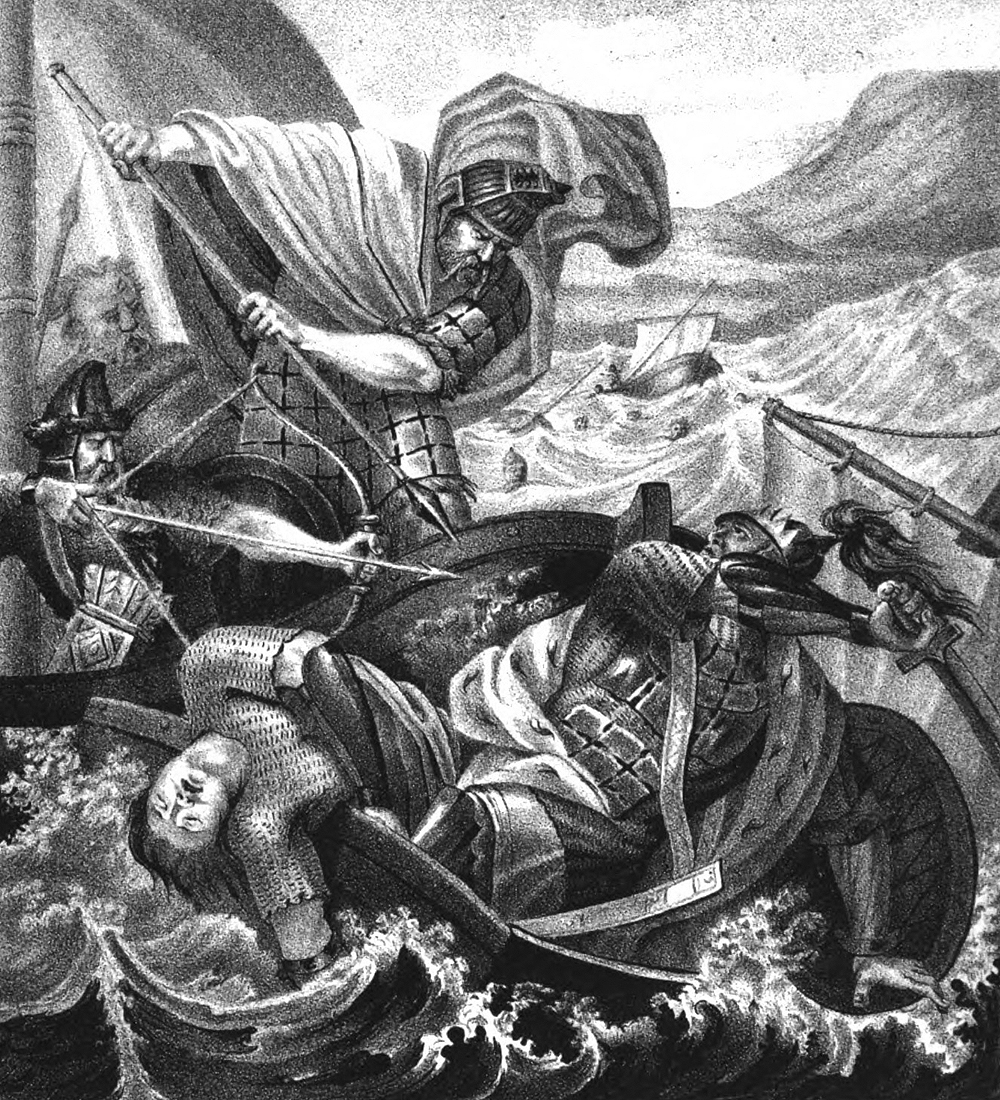
«La muerte del gran príncipe Sviatoslav I de Kiev» de 1836, pintada por el artista Boris Artemyevich Chorikov.

Kurya era el nombre de un kan pechenego que se alió con Sviatoslav I de Kiev en sus campañas en los Balcanes. Posteriormente, después de la derrota de Sviatoslav por el Imperio Bizantino, Kurya embosco y mató al rey kievano en Jórtytsia. Según la crónica Relatos de Años Pasados, Kurya había hecho una copa del cráneo de Svyatoslav, lo que era una señal de respeto en las culturas nómadas de Eurasia de un enemigo que había luchado con valentía. Kurya aparece como un villano en la película animada de 2006 Príncipe Vladímir.